# بالنسیا دل بنتسو
بالنسیا دل بنتسو (به اسپانیایی: Valencia del Ventoso) یک شهرستان در اسپانیا است که در استان باداخس واقع شده‌است.